# Hércules y los pájaros del Estínfalo
Hércules y los pájaros del Estínfalo o Hércules matando a los pájaros del Estínfalo es un óleo sobre lienzo del año 1500 de Alberto Durero, actualmente en el Museo Nacional Germano en Núremberg.

## Historia
Aunque Durero ejecutó numerosos grabados de temática mitológica y pagana solo pintó un cuadro de este tema, Hércules y los pájaros del Estínfalo, probablemente encargado por Federico el Sabio para una sala en el castillo de Wittenberg, la cual contiene otras pinturas de los Trabajos de Hércules.

## Descripción y estilo
Hércules, armado con arco y flechas, dejada su clava a los pies, está a punto de disparar a dos monstruos alados que aparecen a su derecha. El héroe ocupa el centro de la escena. Su composición y anatomía probablemente derivan de grabados italianos, como Hércules y Deyanira de Antonio Pollaiuolo. Incluso el paisaje de fondo sigue ejemplos italianos, con su paleta oscura y los rojos brillantes que representan las ciénagas mortíferas del lago Estínfalo.
Sin embargo, al observar a los adversarios mitológicos se advierte la irregular formación humanista del maestro alemán. Los pájaros monstruosos, interpretados como harpías, son aquí una mezcla de sirenas y grifos, con cabezas y torsos femeninos, garras y la parte inferior de serpiente o dragón. Probablemente procede de una descripción de Dante, quién describe a las harpías como extrañas criaturas híbridas.